# Le Perrier
Le Perrier là một xã ở tỉnh Vendée trong vùng Pays de la Loire, Pháp. Xã này có diện tích 33,22 kilômét vuông, dân số năm 2006 là 1761 người. Xã này nằm ở khu vực có độ cao trung bình 6 mét trên mực nước biển. 

## Biến động dân số
| Năm | 1962  | 1968  | 1975  | 1982  | 1990  | 1999  | 2006  | 2007         |
| --- | ----- | ----- | ----- | ----- | ----- | ----- | ----- | ------------ |
| Dân số | 1 204 | 1 257 | 1 218 | 1 385 | 1 532 | 1 506 | 1 761 | 1 797 (est.) |
| From the year 1962 on: No double counting—residents of multiple communes (e.g. students and military personnel) are counted only once. |       |       |       |       |       |       |       |              |